# Tenuipalpus caudatus
Tenuipalpus caudatus är en spindeldjursart som först beskrevs av Dugès 1834.  Tenuipalpus caudatus ingår i släktet Tenuipalpus och familjen Tenuipalpidae. Inga underarter finns listade i Catalogue of Life.